# Srpen 2005
1. srpna – pondělí
- V nemocnici v Rijádu zemřel po dlouhé nemoci saúdskoarabský král Fahd (* 1921). Novým králem se stal jeho mladší bratr Abdalláh (* 1924), který už v posledních devíti letech za panovníka, stiženého mrtvicí, fakticky řídil vládu v zemi.

2. srpna – úterý
- Na letišti v Torontu havaroval Airbus A340, let 358 z Paříže do Toronta společnosti Air France, se 297 cestujícími a 12 členy posádky na palubě. Příčinou nehody byl zásah letadla bleskem při přistávání. Letadlo vyjelo mimo letištní dráhu a rozlomilo se. Krátce poté zachvátily trup letadla plameny. Nikdo nezahynul, 40 osob bylo zraněno.
- V americkém Richmondu se podařilo lékařům přivést na svět dítě, jehož matka je v kómatu. Holčička přišla na svět císařským řezem v sedmém měsíci těhotenství, měřila 34 centimetrů a vážila 812 gramů. Po porodu byla umístěna na dětské jednotce intenzivní péče a podle lékařů je v pořádku. Její matka upadla do kómatu letos v květnu, když se jí do mozku rozšířil zhoubný nádor. Lékaři ji udržovali při životě pouze proto, aby mohla donosit dítě. Její manžel uvedl, že si dítě velmi přála. Na úhradu nákladů hospitalizace přispěli dobrovolní dárci z celého světa asi 400 000 dolarů.

3. srpna – středa
- Vojsko v Mauretánii využilo nepřítomnosti prezidenta země a provedlo vojenský puč proti jeho „totalitární vládě“.
- Konzervativec Mahmúd Ahmadínežád se stal íránským prezidentem poté, co jeho zvolení schválil ájatolláh Sajjid Alí Chameneí.
- Ruská miniponorka se 7 muži na palubě se během vojenského cvičení poblíž Kamčatky zamotala do staré rybářské sítě a klesla na dno. Nyní leží v hloubce 190 metrů pod hladinou. Tichomořská flotila zahájila akce na její záchranu.
- Při výbuchu bomby poblíž obojživelného vozidla americké armády v západním Iráku bylo zabito 14 amerických námořních pěšáků a jejich tlumočník.

4. srpna – čtvrtek
- Dosavadní hlavní velitel národní policie v Mauretánii Ilí uld Muhammad Fál (Ely Ould Mohamed Vall) byl jmenován novým prezidentem země.
- Vědci z jihokorejské Seoul National University naklonovali úspěšně psa Snuppyho.
- V Portsmouthu byla po 25leté službě slavnostně vyřazena vlajková loď Britského královského námořnictva HMS Invincible. Loď byla spuštěna 11. července 1980 a její první akcí byla Válka o Falklandy v roce 1982.
- Rusko se obrátilo na USA a Velkou Británii s prosbou o pomoc při operacích na záchranu miniponorky, která 3. srpna uvízla poblíž Kamčatky. Velitelství Tichomořské flotily má obavy, že by posádka ponorky mohla zemřít na nedostatek vzduchu dříve, než se ponorku podaří vyprostit.

5. srpna – pátek
- Ostrov Nová Guinea postihlo zemětřesení o síle 6 stupňů Richterovy stupnice. Nejsou hlášeny oběti na životech.

6. srpna – sobota
- Raketoplán Discovery se odpojil od ISS a zahájil přípravy na přistání.
- Ve věku 59 let zemřel náhle ve Skotsku britský exministr zahraničí Robin Cook.
- Již tři lidé v Bulharsku zahynuli při záplavách, které ničí tuto chudou balkánskou zemi. Na pět tisíc osob muselo opustit svoje domovy; živel ničí komunikace, takže odlehlé obce se dostávají do naprosté izolace.
- Více než 55 000 lidí z celého světa se shromáždilo v japonské Hirošimě, aby si chvilkou ticha a obětováním vody a květin připomněli okamžik, kdy před 60 lety na toto město dopadla atomová bomba. V 8.15 místního času (1.45 SELČ) se v celém městě rozezněly zvony a lidé na ulicích se zastavili se skloněnou hlavou. Do konce roku 1945 zemřelo v důsledku exploze atomové bomby 140 tisíc lidí z tehdejších 350 tisíc obyvatel Hirošimy. V letech 1946 až 1951 přibylo dalších 60 tisíc obětí a na komplikace spojené s ozářením umírají lidé dodnes.
- Stroj tuniské letecké společnosti TunisAir, letící z italského města Bari na tuniský ostrov Džerba, dopadl do moře nedaleko Sicílie. Těsně před incidentem asi v 15.20 SELČ hlásil pilot poruchu motoru. Na přistávací plochu však už nedokázal stroj dovést. Italské úřady potvrdily smrt 14 osob, jeden člověk se stále pohřešuje. Šest osob je ve vážném stavu.

7. srpna – neděle
- Akce na záchranu ruské miniponorky AS-28, která uvízla 3. srpna na mořském dně poblíž Kamčatky, skončily úspěchem. Všech 7 mužů posádky přežilo. Hlavní zásluhu na tom má britské dálkově ovládané plavidlo Scorpio, které se ponořilo až k ponorce a přestřihalo sítě a kabely, které ji poutaly ke dnu a znehybňovaly její šrouby.
- Izraelský ministr financí Benjamin Netanjahu podal demisi na protest proti záměru vlády zlikvidovat izraelské osady v okupovaném Pásmu Gazy. Izraelská vláda následně odchod první skupiny osadníků schválila.
- Na rakovinu plic zemřel slavný moderátor večerních zpráv televize ABC Peter Jennings.
- Pavel Košek oslavil 30. narozeniny.

8. srpna – pondělí
- Přistání amerického raketoplánu Discovery bylo odloženo nejprve o 90 minut a nakonec o 24 hodin kvůli špatnému počasí. Přistávací okna jsou jak zítra, tak ve středu 10.
- Írán obnovil jaderný program v zařízení na zpracovávání uranu poblíž města Isfahán.
- Japonský premiér Džuničiró Koizumi rozpustil Poslaneckou sněmovnu japonského parlamentu a vyhlásil předčasné parlamentní volby na 11. září. Stalo se tak poté, co sněmovna zamítla legislativní reformy, na kterých Koizumi staví svůj mandát.
- Ve věku 85 let zemřela v americkém státě Maine herečka Barbara Bel Geddes, která se proslavila především rolí Eleanor Ewingové Farlowové, neboli Miss Ellie, v televizním seriálu Dallas. Tato role jí v roce 1980 vynesla televizní cenu Emmy pro nejlepší herečku.

9. srpna – úterý
- Americký raketoplán Discovery úspěšně přistál na letecké základně Edwards v Kalifornii ve 14:12 SELČ. NASA předtím zrušila plánované přistání raketoplánu na Kennedyho kosmickém středisku na Floridě z důvodu deštivého počasí.
- Protivládní povstalci v Iráku přepadli skupinu amerických vojáků hlídkujících v severoiráckém městě Baiji. Při útoku byli zabiti 4 příslušníci amerických okupačních sil a 6 dalších bylo zraněno. Při útoku byla zničena tři bojová vozidla americké armády. Při bombovém útoku na policejní hlídku v Bagdádu bylo zabito 7 osob, z toho nejméně 3 policisté, a dalších sedm osob včetně 5 amerických vojáků bylo zraněno.
- Tisíce lidí si za zvuku zvonů připomnělo v japonském Nagasaki 60. výročí svržení atomové bomby na toto město 9. srpna 1945. Během exploze zahynulo 70 000 osob a dalších 70 000 později zemřelo na nemoc z ozáření.

10. srpna – středa
- Ve věku 82 let zemřel v Berlíně fyzikální chemik a bývalý předseda Grantové agentury Akademie věd Jaroslav Koutecký.
- Ve věku 81 let zemřel herec Ilja Prachař. Známý byl především jako Trautenberk z Krkonošských pohádek. Oceňována byla rovněž jeho práce v dabingu, za kterou v roce 1997 obdržel Cenu Františka Filipovského.
- Vrtulník typu Sikorsky S-76 finské společnosti Copterline, letící z Tallinnu do Helsinek, spadl tři minuty po startu do Finského zálivu. Na palubě bylo 8 Finů, 4 Estonci a 2 Američané. Všech 14 osob zahynulo. Příčinou nehody byl velmi silný vítr.
- Na Madagaskaru byly objeveny dva zcela nové druhy lemura, který je jedním z nejohroženějších primátů. První druh nového lemura se vyznačuje huňatým ocasem a je veliký asi jako veverka popelavá. Další objevený druh je podobný již známým lemurům.

11. srpna – čtvrtek
- Izraelský vojenský soud odsoudil bývalého vojáka Wahid Taysira na osm let vězení. Taysir byl již 27. června uznán vinným ze zabití britského mírového aktivisty Toma Hurndalla, z bránění průchodu spravedlnosti a z křivého svědectví. Taysir 11. dubna 2003 smrtelně postřelil 22letého Hurndalla v Izraelem okupovaném pásmu Gazy; podle svědků se Hurndall právě snažil pomoci palestinským dětem ukrýt se před palbou izraelských tanků. Hurndall zemřel 13. ledna 2004, aniž se probral z kómatu.

12. srpna – pátek
- Sonda Mars Reconnaissance Orbiter  odstartovala z mysu Canaveral na Floridě ve 13.43 SELČ. Hlavním úkolem sondy má být výzkum vody na Marsu z oběžné dráhy kolem planety. Na palubě je teleskopická kamera s lepším rozlišením než měly všechny předchozí sondy.
- Neznámý útočník zastřelil ministra zahraničí Srí Lanky Lakšmana Kadirgamara. Vláda z vraždy obvinila povstalce z hnutí Tygři osvobození tamilského Ílamu (LTTE), ti ale zodpovědnost popřeli. Vláda následně vyhlásila výjimečný stav.

14. srpna – neděle
- Nedaleko od Atén spadlo kyperské letadlo typu Boeing 737 mířící z Kypru do Prahy. Na palubě bylo 115 cestujících a 6 členů posádky, nikdo nepřežil. Podle prvních mylných zpráv bylo mezi cestujícími několik desítek kyperských dětí mířících do Prahy na výlet. Pravděpodobnou příčinou byla porucha na klimatizaci. Letadlo už 3/4 hodiny před pádem nikdo nepilotoval, piloti byli zřejmě udušeni.

15. srpna – pondělí
- Premiér Jiří Paroubek (ČSSD) oznámil, že za nového ministra kultury navrhne Vítězslava Jandáka.

16. srpna – úterý
- V Německu začaly Světové dny mládeže pořádané katolickou církví. Potrvá až do neděle 21. srpna. Ve čtvrtek 18. srpna k mládeži promluvil papež Benedikt XVI.
- Devadesátiletý Roger Schütz, zakladatel ekumenické křesťanské komunity Taizé, byl zavražděn při své pravidelné večerní modlitbě v kostele Smíření v Taizé. Pachatelkou je duševně nemocná žena z Rumunska.
- Japonsko postihlo zemětřesení o síle 7,2 stupňů Richterovy stupnice.
- Ve Venezuele se po selhání obou motorů zřítilo letadlo typu McDonnell Douglas MD-82 kolumbijské společnosti West Caribbean Airways, mířící z Panamy do Fort-de-France na Martiniku. Zahynulo všech 152 cestujících, převážně Martiničanů, vracejících se z dovolené v Panamě, a 8 členů posádky.

17. srpna – středa
- Vítězslava Jandáka prezident Václav Klaus oficiálně jmenoval ministrem kultury.
- Pořadatelé Světového dne mládeže spolu s několika římskokatolickými biskupy vznesli protest proti postupu německých úřadů, kteří odmítají vpustit na území Německa velkou část poutníků z chudých zemí. Úřady nevpustily do země stovky poutníků z Filipín, Kamerunu, Konga a Haiti.
- Při dvou výbuších na bagdádském autobusovém nádraží a dalším u nedaleké nemocnice bylo zabito nejméně 43 osob a 76 dalších bylo zraněno. Většinu obětí zřejmě tvoří civilisté.
- V různých bangladéšských městech vybuchlo celkem přes 400 malých bomb. Dva lidé byli zabiti a nejméně 40 dalších zraněno. K zodpovědnosti za útoky se nikdo nepřihlásil, ale policie je klade za vinu jedné islamistické skupině.

19. srpna – pátek
- Při neúspěšném raketovém útoku na americké válečné lodě kotvící u jordánských břehů byl zabit jordánský voják. Rakety dopadly na skladiště a nemocnici v jordánské Akabě a na silnici u letiště v izraelském Ejlatu. K útoku se později přihlásila organizace al-Káida.

22. srpna – pondělí
- Irácká komise pro přípravu nové ústavy předala dnes svůj návrh iráckému parlamentu. Zástupci sunnitských Arabů však s návrhem nesouhlasí. Předmětem sporů je mj. případné federální uspořádání státu a otázka postoje k členům bývalé vládnoucí strany Baas.
- Americký evangelický kazatel Pat Robertson vyzval ve vysílání televize Christian Broadcast Network tajné služby USA k vraždě venezuelského levicového prezidenta Hugo Cháveze. Venezuela se podle Robertsona jinak může stát „odpalovací rampou pro komunistický vliv a muslimský extremismus“. Robertsonovy výroky odsoudili představitelé křesťanských církví v USA, zatímco vláda USA je označila za „nevhodné“. Podle venezuelské vlády jde o nabádání k terorismu.

23. srpna – úterý
- Izraelské bezpečnostní síly dokončily evakuaci izraelských osadníků z Izraelem okupovaného Západního břehu Jordánu a z Pásma Gazy. Zatímco v Pásmu Gazy byly zlikvidovány všechny židovské osady s 8,5 tisíci obyvateli, na Západním břehu Jordánu zůstává 120 osad s asi 450 tisíci obyvateli. Nadále také pokračuje izraelská vojenská kontrola nad palestinským Pásmem Gazy.
- Při útoku sebevražedného útočníku na společnou základnu iráckých a amerických sil v Bakubě bylo zabito osm iráckých policistů, jeden americký voják a jeden dodavatel pro americkou armádu. Při následné palbě amerických okupačních sil byli omylem zabiti tři další iráčtí vojáci.
- Ve Švýcarsku spadlo malé vyhlídkové letadlo typu Cessna. Na palubě byli 4 Češi, všichni zahynuli.
- Řecký Boeing 737 musel kvůli poruše na klimatizačním systému snížit letovou výšku na 3000 metrů, kde je dostatek kyslíku. Letadlo pak bez potíží a podle plánu přistálo v Aténách.
- Švédské letadlo se muselo vrátit na letiště na Krétě kvůli poruše na elektrickém generátoru. O 4 hodiny později odstartovalo k dalšímu letu.

24. srpna – středa
- Nejméně 40 osob zahynulo a 20 bylo zraněno při havárii letadla Boeing 737 peruánské společnosti TANS. Letadlo se v bouři pokoušelo o nouzové přistání nedaleko města Pucallpa v Amazonii.
- Slovenský prezident Ivan Gašparovič na návrh premiéra Mikuláše Dzurindy (SDKÚ) odvolal z funkce ministra hospodářství Pavla Ruska a pověřil řízením jeho resortu ministra financí Ivana Mikloše. Rusko, který je předsedou strany ANO, předtím odmítl vyhovět Dzurindově výzvě, aby kvůli nevyjasněné kauze s půjčkou ve výši 104,5 miliónu slovenských korun od jednoho podnikatele podal sám demisi. Rusko naopak jako předseda koaliční strany požádal Dzurindu, aby odvolal z funkcí zbylé dva ministry za ANO. Oba ministři se předtím vyslovili pro to, aby Rusko sám podal demisi.
- Česká vláda přijala usnesení, ve kterém vyjadřuje uznání československým antifašistům německé národnosti a vyjadřuje politování nad tím, že mnozí z nich byli po válce pronásledováni. Prezident Václav Klaus označil usnesení za „koncepčně chybné, zbytečné a prázdné gesto, které ve svých důsledcích může poškodit Českou republiku a její zájmy“.
- Izraelská armáda na okupovaném Západním břehu Jordánu zastřelila pět Palestinců. Podle izraelské armády byli všichni zastřelení militanti, hledaní pro podíly na útocích proti izraelským cílům, podle palestinských očitých svědků byli tři ze zabitých neozbrojení mladíci, další byl člen skupiny Islámský džihád a poslední člen Brigád mučedníků Al-Aksá. K jinému incidentu došlo před tím v Jeruzalémě, kde útočník, údajně Palestinec, ubodal ortodoxního žida z Velké Británie. Útočník po činu uprchl.
- Americké ministerstvo obrany oznámilo, že do Iráku vyšle dalších 1500 výsadkářů, kteří mají podle tvrzení Pentagonu posílit bezpečnost v zemi před referendem o irácké ústavě v říjnu a parlamentními volbami v prosinci. USA, které Irák fakticky vojensky okupují, mají v této zemi již 138 000 vojáků.
- Americký evangelikální kazatel Pat Robertson a krajně pravicový politik se omluvil za svou výzvu k vraždě venezuelského levicového prezidenta Hugo Cháveze, kterou v televizním vysílání pronesl 22. srpna.

25. srpna – čtvrtek
- v USA zemřel významný divadelní historik a teoretik, pedagog a režisér Jarka Burian. Narodil se v USA v roce 1927 jako syn českých rodičů, žijících v New Yorku.
- Íránský parlament schválil novou vládu navrženou prezidentem Mahmúdem Ahmadínežádem, zvoleným ve volbách 24. června. Ve vládě dominují přívrženci tvrdé linie a pozorovatelé se domnívají, že by nový kabinet mohl odstranit některé liberální zákony zavedené předchozí vládou prezidenta Hášemího Rafsandžáního.
- Při výbuchu nastražených bomb byli na severu Sinajského poloostrova zabiti dva egyptští policisté, kteří se účastnili pátrání po pachatelích útoků na turistické středisko Šarm aš-Šajch, ke kterým došlo 23. července.
- V jižním Polsku způsobily silné dešťové srážky místní povodně.
- Německý ústavní soud zamítl poměrem hlasů 7:1 stížnost dvou vládních poslanců na způsob rozpuštění Spolkového sněmu a vypsání předčasných voleb. Znamená to, že volby do tohoto orgánu mohou proběhnout dle plánu 18. září.

26. srpna – pátek
- Výbor pro přípravu irácké ústavy předloží parlamentu návrh ústavy, který nezískal podporu menšinových Sunnitů. Jeden ze sunnitských vyjednavačů již Iráčany vyzval, aby ústavu v referendu, plánovaném na 15. října, návrh ústavy odmítly. Parlament se má návrhem zabývat během nejbližších dvou dní. Ztroskotání jednání o ústavě je považováno za vážnou ránu pro politiku amerického prezidenta George Bushe v Iráku.
- Sedmnáct osob, z toho 6 dětí zahynulo v souvislosti s požárem obytného domu v Paříži. Dům obývali imigranti z Afriky.
- Silný tajfun Mawar provázený vichry a lijákem v ranních hodinách dorazil do Tokia, kde si vyžádal nejméně jednu oběť a čtyři osoby zranil. Bez elektřiny zůstalo více než 3500 domácností.
- Nečekaně tvrdě postihl v noci Miami na Floridě hurikán Katrina. Větry o rychlosti téměř 140 km/h a mohutné lijáky se prohnaly severní částí rozlehlého velkoměsta o několik hodin dříve, než uváděla předpověď. Usmrtil tři lidi. Prudký vítr spolu s lijáky vyvracel stromy, zanechal dva milióny lidí bez proudu.
- V Praze-Letňanech se v 15.38 zřítil ultralehký letoun. Podle svědka asi pilot nezvládl přistávací manévr. Dva muži v troskách letadla zemřeli. Případ šetří letecká inspekce.

27. srpna – sobota
- Po krátké závažné nemoci zemřel časně ráno ve věku 82 let v pražské nemocnici v Motole klasik české fotografie Václav Chochola.
- Americká armáda oznámila, že z bagdádské věznice Abú Ghrajb propustila asi 1000 vězněných Iráčanů. Propuštění vězni podle americké armády nespáchali závažné zločiny a zřekli se násilí.
- Slovenská politická strana Aliance nového občana (ANO) požádala premiéra Mikuláše Dzurindu, aby novým ministrem hospodářství jmenoval člena ANO a aby vyměnil dva zbylé ministry za tuto stranu za jiné členy ANO. Dzurinda předtím odvolal předsedu strany ANO Pavla Ruska z funkce ministra hospodářství; zbylí dva ministři za ANO Dzurindův krok schválili. Není jasné, zda Dzurinda žádosti ANO na odvolání ministrů vyhoví.

28. srpna – neděle
- Sunnitští vyjednavači formálně odmítli návrh irácké ústavy, který dnes podepsala irácká prezidentská rada, kterou tvoří prezident Džalál Talabání a dva viceprezidenti. Původně se předpokládalo, že o návrhu ústavu bude ještě před referendem plánovaným na 15. října hlasovat parlament, ale po sunnitském odmítnutí k tomu zřejmě nedojde. Pokud Sunnité, kteří již v souvislosti s textem ústavy požádali o pomoc Ligu arabských států a OSN, budou hlasovat proti ústavě, v referendu zřejmě schválena nebude.
- Americké okupační síly v Iráku zastřelily zvukaře agentury Reuters a zranily a zatkly kameramana. Oba novináři byli Iráčané a byli svojí agenturou vysláni k pokrytí incidentu, při němž byli zabiti dva iráčtí policisté.
- Hurikán Katrina se přibližuje k pobřeží Louisiany. Starosta města New Orleans, které je pod úrovní hladiny moře, vyhlásil nucenou evakuaci města. Všichni obyvatelé, kromě skupin potřebných pro nutné operace, by měli opustit město.
- Poslankyně australského parlamentu Bronwyn Bishopová a Sophie Panopoulosová navrhují zakázat nošení muslimských pokrývek hlavy v australských školách a označují toto nošení za „akt odporu“. Rovněž poukazují na bezpečnostní problematiku toho, že islámské ženy nemají na fotografiích viditelný obličej. Australští muslimové proti tomuto návrhu ostře protestují. Snahy zakázat nošení pokrývek začaly ve Francii, kde bylo zakázáno jejich nošení ve státních školách.
- Nejméně 48 lidí bylo zraněno při sebevražedném útoku Palestince na centrálním autobusovém nádraží jihoizraelského města Beer Ševa. Podle záchranářů je řada zraněných ve velmi vážném stavu. Jde o první sebevražedný atentát po odsunu Izraele z pásma Gazy. K zodpovědnosti za útok se přihlásila organizace Islámský džihád. Palestinský prezident Mahmúd Abbás útok odsoudil jako teroristický.
- Nejméně 30 osob, z toho 6 těžce, bylo zraněno při výbuchu podomácku vyrobené bomby. K explozi došlo na lodi v přístavu Lamitan na jihu Filipín v době, kdy pasažéři nastupovali na palubu. Filipínské úřady dosud neví, kdo za útokem stojí.

29. srpna – pondělí
- Sedm osob zahynulo a čtrnáct jich bylo zraněno při požáru pařížského domu obývaného přistěhovalci z Pobřeží slonoviny. Jedno dítě se plamenům snažilo uniknout skokem z okna. Zemřelo v nemocnici. Dalších šest obětí bylo nalezeno v troskách domu. Tento požár je už třetí v řadě, při nichž zahynuli přistěhovalci. V pátek zemřelo při podobném neštěstí 17 osob, přičemž čtrnáct obětí tvořily děti. Při dubnovém požáru hotelu zemřeli 24 lidé.
- V souvislosti s působením hurikánu Katrina v oblasti Mexického zálivu se cena za jeden barel (159 litrů) lehké americké ropy dostala na historicky nejvyšší cenu 70,80 USD. Další růst se očekává. Růst cen pohonných hmot v ČR zatím brzdí nízký kurs dolaru.

30. srpna – úterý
- V Nizozemsku zemřela nejstarší žena světa Hendrikje van Andelová-Schipperová ve věku 115 let. Podle Guinnessovy knihy rekordů je nyní nejstarší ženou světa Američanka Elizabeth Boldenová (* 15. srpna 1890).
- Nejméně 80 obětí na lidských životech si na jihu Spojených států vyžádal hurikán Katrina. Většina oblastí je však nepřístupná a proto se očekává, že počet obětí bude mnohem vyšší. Odhady materiálních škod se pohybují kolem 25 miliard dolarů. Dopady se očekávají také v těžebním průmyslu, neboť v oblasti Mexického zálivu je soustředěna jedna čtvrtina produkce ropy v USA.
- Přibližně 80% rozlohy města New Orleans je pod vodou. Zprvu byly záplavy způsobeny vlnami, které se vlivem silného větru přelily přes protipovodňové hráze. Později došlo na dvou místech k narušení hráze Pontchartrainova jezera. Místy dosahuje hladina výšky 6 metrů. Voda je silně znečištěna jednak odpadními vodami a také toxickým chemickým odpadem. Voda také vyplavila velké množství hadů, často jedovatých. Obyvatelé jsou vyzýváni, aby se do města ještě nevraceli.
- Vojenské letectvo USA podniklo sérii náletů na cíle v západním Iráku poblíž hranic se Sýrií. USA uvedly, že při náletech byl zabit „známý terorista“ abú Islám z organizace al-Káida a že tři zasažené domy byly rovněž používány teroristy. Ředitel nemocnic v městě Káim naproti tomu informoval, že zabito bylo celkem 47 lidí, mezi nimi ženy a děti. Podle irácké vlády následně v oblasti vypukly boje mezi stoupenci povstalců a vlády.

31. srpna – středa
- Ve večerních hodinách SELČ došlo k vyrovnání hladin v New Orleans s jezerem Pontchartrain, voda proto již dále nestoupá. Armáda zahájila evakuaci přeživších. Hovoří se o tisících obětí ve městě. Stát Louisiana vzhledem k rozsahu katastrofy zatím počet obětí nevypočítává. Ve státě Mississippi je zatím hlášeno 110 obětí.
- Ve městě New Orleans bylo vyhlášeno stanné právo, připravuje se úplná evakuace. Je to poprvé od konce druhé světové války, kdy byl tento výjimečný stav ve Spojených státech vyhlášen. „Ztratili jsme naše město, je to jako Pompeje“, uvedl bývalý starosta města. Koordinátor záchranných prací dodává: „Mísa se začíná pomalu plnit“. Díry v hrázi jezera, z nichž jedna je velikosti fotbalového hřiště, se nepodařilo ucpat a voda stále vytéká.
- Téměř 1 000 lidí zahynulo a přes 800 bylo zraněno, když v davu šíitských věřících na mostě přes řeku Tigris v Bagdádu vypukla panika. Ta vznikla poté, co se mezi shromážděnými rozšířily zprávy, že jsou mezi nimi přítomni sebevražední útočníci. Neštěstí souvisí s ranním útokem na šíitské poutníky přibližně o dvě hodiny dříve, kdy do davu před mešitou ve čtvrti Kázimíja neznámí útočníci vypálili několik minometných střel, které zabily sedm osob a 36 jich zranily. Poutníci si přišli připomenout výročí úmrtí sedmého šíitského imáma Músy Kázima.